# Micheil Dschawachischwili

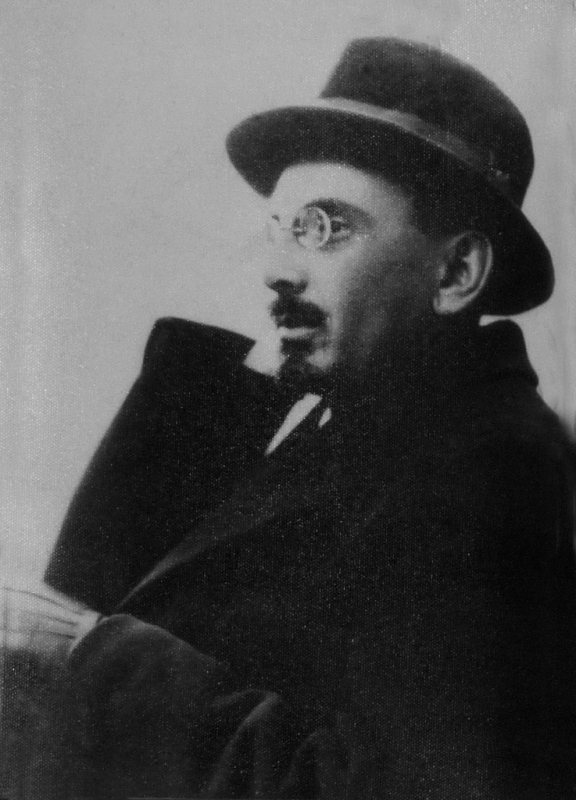
Micheil Dschawachischwili

Micheil Dschawachischwili (georgisch მიხეილ ჯავახიშვილი, auch Dshawachischwili; alternativ მიხეილ ადამაშვილი, Micheil Adamaschwili; * 8. Novemberjul. / 20. November 1880greg. in Zerakwi, Gouvernement Tiflis, Russisches Kaiserreich; † 30. September 1937) war ein sowjetischer Schriftsteller georgischer Nationalität.

## Leben und Werk
Dschawachischwilis erste Schaffensperiode umfasst die Jahre 1903 bis 1908, in der er etwa ein Dutzend Erzählungen und Novellen über das Schicksal vom Unglück Verfolgter und Unterdrückter schrieb.
In den 1920er Jahren erlangte er mit seinen Romanen in der Sowjetunion größere Bekanntheit, 1934 kam er als georgischer Delegierter zum Ersten Allunionskongress sowjetischer Schriftsteller.
Im August 1937 wurde Dschawachischwili gefoltert und am 30. September 1937 als „konterrevolutionärer Terrorist“ erschossen. Auch die Angehörigen waren Repressionen ausgesetzt.
Die Rehabilitierung erfolgte Ende der 1950er Jahre.
Dschawachischwilis historischer Roman Die Geächteten von Marabda gehörte später zur Schullektüre in der Georgischen SSR.

## Einzeltitel
- კვაჭი კვაჭანტირაძე / Kwatschi Kwatschantiradse. 1924.
- ჯაყოს ხიზნები / Dschaqos Chisnebi. 1925.
- თეთრი საყელო / Tetri saq'elo. 1926.
- გივი შადური / Giwi Schaduri. 1928.
- არსენა მარაბდელი / Arsena Marabdeli. 1932/1959. Russisch: Arsen iz Marabdy. 1933.
- ქალის ტვირთი (dt.: Das Schicksal der Frau). 1936.

### In deutscher Übertragung
- M. Dschawachischwili: Givi Schaduri. Erzählungen aus dem Leben Sowjet-Georgiens. Übersetzung von Artschil Metreweli. Metreweli Verlag, München 1962.
- M. Dshawachischwili: Das fürstliche Leben des Kwatschi K. Ein Gaunerroman. Übersetzung von Kristiane Lichtenfeld. Nachwort von St. Chotiwari-Jünger. Verlag Volk und Welt, Berlin 1986.
- M. Dshawachischwili: Die Geächteten von Marabda. Übersetzung von Barbara Heitkam. Nachwort von St. Chotiwari-Jünger. Rütten und Loening, Berlin 1986.
- M. Dshawachischwili: Bloß abhauen! Einfach aussteigen! oder Der weiße Kragen. Übersetzung von Steffi Chotiwari-Jünger und Artschil Chotiwari. Shaker, Aachen 2014, ISBN 978-3-8440-3135-5.[4]
- M. Dschawachischwili: Er kam zu spät. Erzählung. In einfacher Sprache. Übersetzung von R. Neukomm. Casekow 2016, ISBN 978-3-945653-14-2.
- M. Dshawachischwili: Winzlings Hochzeit. Fünf Liebesgeschichten. Übersetzung von S. Chotiwari-Jünger und A. Chotiwari. Anthea Verlag, Berlin 2017, ISBN 978-3-943583-96-0.
- M. Dschawachischwili: Das Samtkleid. Zehn Erzählungen. Übersetzung von R. Neukomm, K. Lichtenfeld und D. Pommerenke. Arco Verlag, Wuppertal 2018, ISBN 978-3-938375-93-8.
- M. Dshawachischwili: Zuflucht beim neuen Herrn. Übersetzung von Steffi Chotiwari-Jünger und Artschil Chotiwari. Pop Verlag, Ludwigsburg 2018, ISBN 978-3-86356-226-7.[5]